# Dasychira dehra
Dasychira dehra är en fjärilsart som beskrevs av Collenette 1938. Dasychira dehra ingår i släktet Dasychira och familjen tofsspinnare. Inga underarter finns listade i Catalogue of Life.